# De Schorren

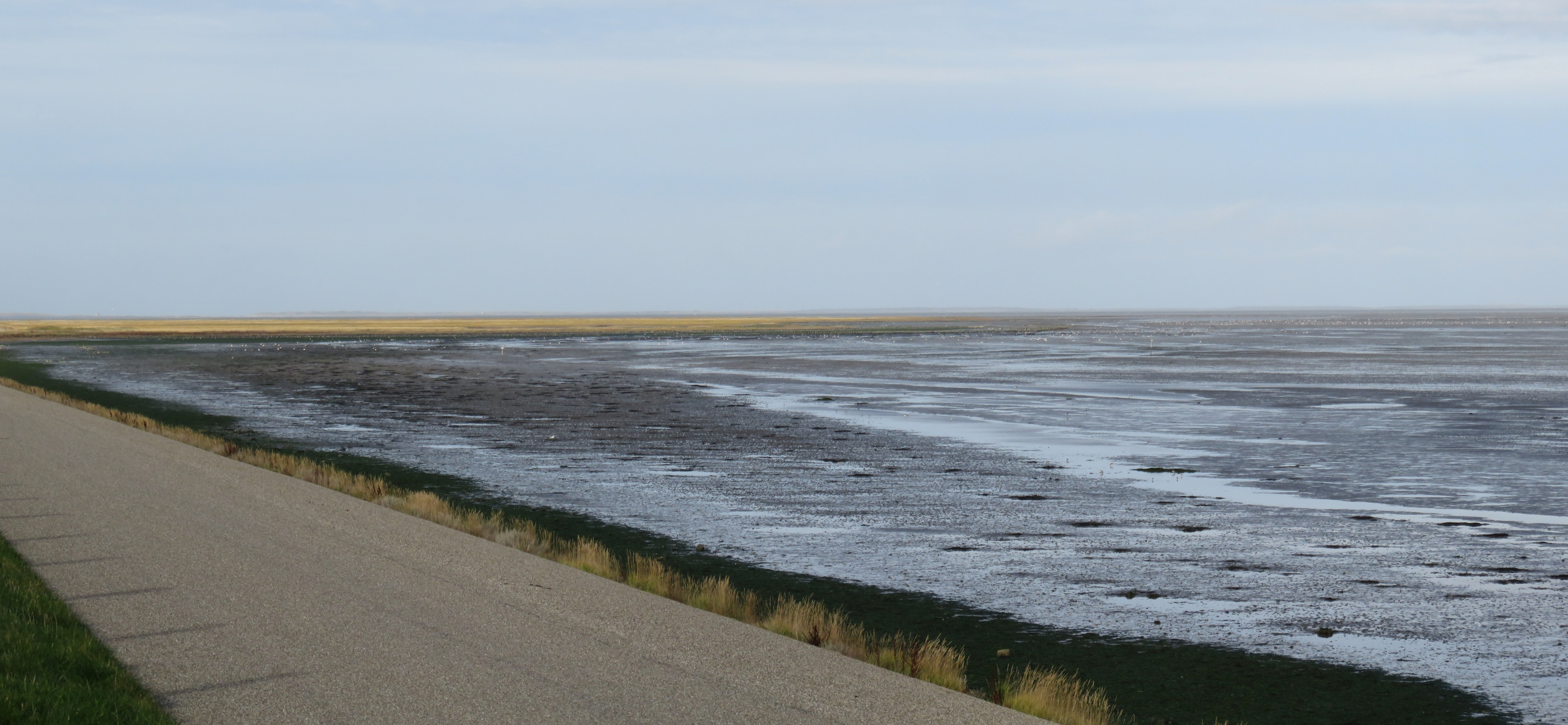
Vanaf de zuidkant zicht op De Schorren bij opkomend water

De Schorren is een buitendijks kweldergebied op het Nederlandse waddeneiland Texel. Deze kwelder, in het noordoostelijk deel van het eiland, is ontstaan nadat in de negentiende eeuw de aangrenzende polder De Eendracht werd bedijkt. Het terrein heeft een hoge natuurwaarde en is eigendom van de Vereniging tot Behoud van Natuurmonumenten in Nederland. Het vormt een geheel met de slikken en platen in de aangrenzende Waddenzee, die de naam “Vlakte van Kerken” dragen. De Schorren beslaan een oppervlakte van 1.300 ha; de totale oppervlakte van het reservaat in de Waddenzee, dus De Schorren plus de Vlakte van Kerken, is ongeveer 6.700 ha.

## Ligging
De Schorren is het enige stuk kwelder van behoorlijke omvang aan de oostzijde van Texel. Het ligt aan de noordoostkant van Texel in de Waddenzee, ten oosten van de polder De Eendracht. Het werd ook wel aangeduid als "De Schorren van de Eendracht". Het gebied beslaat ongeveer 1.300 ha en is sinds 1989 eigendom van de Vereniging tot Behoud van Natuurmonumenten in Nederland. Voor die tijd (sinds 1920) werd het al wel door Natuurmonumenten beheerd, maar was het eigendom van het waterschap. Dit waterschap verhuurde het terrein aan Natuurmonumenten. Overigens bleef een strook van honderd meter langs de waddijk eigendom van het waterschap, tegenwoordig het Hoogheemraadschap Hollands Noorderkwartier.
Het gebied van De Schorren vormt een eenheid met de aangrenzende slikken van de Vlakte van Kerken die ongeveer 5.400 ha beslaat. Deze wadplaten zijn eigendom van de staat; 870 ha. ervan ligt in Friesland. Het reservaat in de Waddenzee is ook in beheer bij Natuurmonumenten sinds 1960. Aanvankelijk was de oppervlakte in beheer bij Natuurmonumenten wat kleiner.
Het tweede grote kweldergebied (met een oppervlakte van ongeveer 700 ha.) op Texel ligt aan de Noordzee-kant: De Slufter.
Het grootste deel van De Schorren bestaat - bij hoogwater - uit water, maar bij laag water valt een zeer groot deel droog. “Het is een uniek kwelder- en waddenlandschap met een weelde aan vogels.”
De Schorren en de Vlakte van Kerken bevinden zich op de plaats waar de zuidelijke eb- en vloedstroom vanuit het Marsdiep en de noordelijke uit het Eijerlandse Gat elkaar ontmoeten, het wantij.

## Geschiedenis

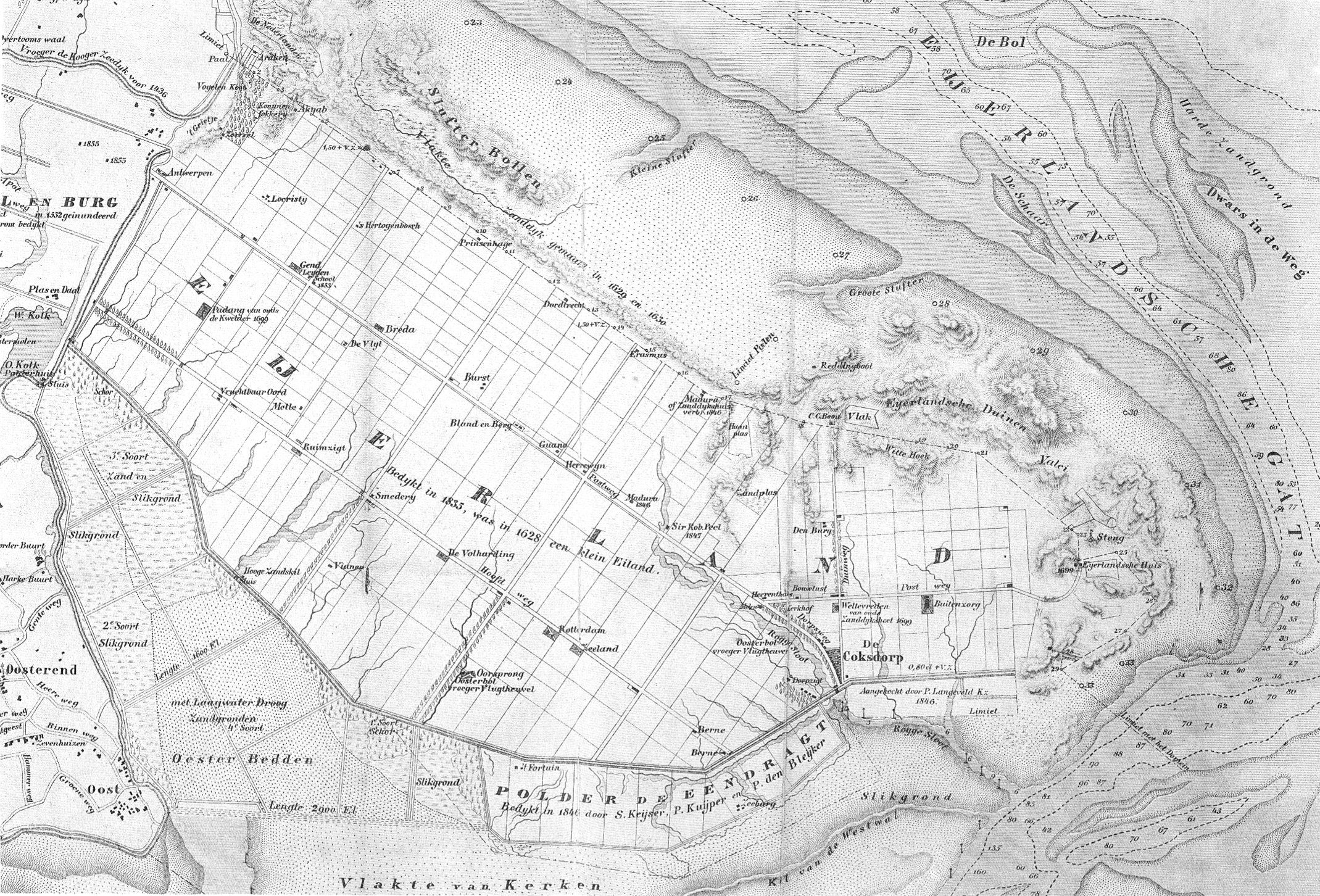
Polder Eijerland in 1854; het noorden is rechts; de Polder Eendracht is al ingetekend; daaronder: de Vlakte van Kerken

Al in 1630 waren Texel en Eijerland verbonden door een Zanddijk. De kwelder aan de zeezijde werd nooit ingepolderd, en ontwikkelde zich tot het natuurgebied De Slufter. De kwelder aan de oostzijde van de Zanddijk werd in 1835 ingepolderd. Toen ontstond de Eijerlandse polder; oppervlakte: 3.115 ha. Vervolgens werd in 1846 het kweldergebied ten noordoosten van de polder Eijerland bedijkt en ontstond de polder De Eendracht.
Oostelijk van de polder De Eendracht ontwikkelde zich opnieuw een kwelder. Maar dergelijke “begroeide velden, vrij voor het vloedwater toegankelijk, zooals die vroeger langs den heelen Oostkant van het eiland moeten hebben gelegen, zijn, na de vele inpolderingen, schaarsch geworden. Wel treedt op enkele plaatsen aan de Waddenzee slib- en zandafzetting op, van zulk een omvang soms, dat bij eb groote vlakte droog vallen, doch plantengroei van beteekenis kan zich daar niet ontwikkelen. Rijpe schorren, van voldoende oppervlakte om inpoldering in overweging te nemen, zijn er tegenwoordig niet, en wat er nog is, neemt onder invloed van den loop der zeestroomingen eer af dan toe.” Zo beschreef Drijver in 1934 de situatie “op de schorren”. In die tijd werd de kwelder nog begraasd door schapen. Vrij snel daarna zal deze begrazing beëindigd zijn.
Na de afsluiting van de Zuiderzee (in 1932) was de stroming in de Waddenzee veranderd; dat veroorzaakte afslag van het toch al betrekkelijk kleine kweldergebied.
Vanaf 1920 werd er bewaking ingesteld en was toegang tot het gebied voorbehouden aan leden van “Vogelbescherming” en van “Natuurmonumenten”. Die laatste vereniging verwierf in 1934 het beheer over De Schorren.
De Duitse bezetters lapten tijdens de Tweede Wereldoorlog de bescherming van de grote stern aan hun laars. In de eerste oorlogsjaren broedden er nog duizenden. Aan het eind van de oorlog was er geen enkel broedpaar overgebleven.
Bij de stormvloedramp van 1953 liep de polder De Eendracht onder, waarbij enige mensen de dood vonden. Pas in 1977 werd met de dijkverzwaring aan de oostzijde van Texel begonnen. In 1980 was het werk voltooid. De dijk was vanaf dat moment overal 4,85 m + NAP en had op sommige plaatsen een doorsnede gekregen die wel viermaal zo breed was als van de dijken van voor de Deltawerken. Hoewel wettelijk een weg onder langs de dijk verplicht is, bleef deze langs de Schorren voor gemotoriseerd verkeer afgesloten en werd de dijk hier binnenwaarts verzwaard, om de buitendijkse kwelder te beschermen.
De eerste vogelwachter van De Schorren was Teun Brouwer uit Oost. Hij werd opgevolgd door Dick Boot uit De Waal. Later namen diens zoons Cees en Gerrit Boot de taak van opzichter van De Schorren over.
Sinds 2015 wordt in het zomerseizoen door vrijwillige “wadwachters” vanuit een “pipo-wagen” op de dijk het zuidelijk deel van De Schorren, en het nieuwe natuurgebied Utopia dag en nacht in de gaten gehouden.
In 1982 werden De Schorren en de Vlakte van Kerken door de minister van Cultuur, Recreatie en Maatschappelijk Werk aangewezen als beschermd natuurmonument.
In 2006 werd de huur van Domeinen omgezet in erfpacht; dat is van belang in verband met de beheerssubsidie.
In 2009 ging het beschermde natuurgebied van De Schorren en de Vlakte van Kerken op in het Natura 2000-gebied Waddenzee.

## Jac. P. Thijsse en De Schorren
Jac. P. Thijsse, de schrijver over en beschermer van de Nederlandse natuur, had een sterke band met Texel. Hij woonde op het eiland van 1890 tot 1892 en hij schreef erover in een van zijn Verkade-albums: Texel (1927).
Zijn allereerste publicaties in een (Engels) tijdschrift in 1894 gingen over de vogels van Texel, het ornithologische El Dorado van Holland. In 1902 schreef hij in De Levende Natuur over een excursie van de Ornithologische Vereeniging naar Texel op 30 en 31 mei. In deze drie tijdschrift-artikelen schrijft hij niet over De Schorren.
Dat doet hij wel in het Verkade-album Texel, zonder de naam van het buitendijkse kweldergebied te noemen. Het gebied aan de buitenzijde van de waddijk wordt geroemd om de vegetatie en de avifauna. De enige topografische aanduiding die Thijsse gebruikt is die van “de slikken van de Eendracht” of “slikken achter de Eendracht”
De benaming “slikken achter de Eendracht” gebruikt Thijsse ook nog in 1928 en 1930.
In 1939 noemt Thijsse deze Slikken achter de Eendracht: “een van de zeven voornaamste schoonheden van ons Eiland.”

## Plantengroei
Jac. P. Thijsse schrijft uitgebreid over de bijzondere flora van de kwelder: allereerst over de zeealsem (Artemisia maritima), het (gewoon) kweldergras (Puccinellia maritima), het Engels gras (Armeria maritima), het (zee-)melkkruid (Glaux maritima) en het (schorren-)zoutgras (Triglochin maritima). Hij noemt ook "limoenkruid" (Statice limonium), (synoniem van lamsoor Limonium vulgare). Verder beschrijft hij obione, de gewone zoutmelde (Atriplex portulacoides) en schorrenkruid (Suaeda maritima). Op “het naakte slik” vindt hij (kortarige) zeekraal (Salicornia europaea) en klein zeegras (Zostera noltii).
Drijver noemt daarnaast in 1934 ook strandmelde (Atriplex littoralis) en zeealsem (Artemisia maritima) als kenmerkende soorten van de kwelder achter de polder Eendracht, terwijl hij ook de aandacht vestigt op het lamsoor, dat in juli en augustus paars bloeit. Hij beschouwt De Schorren als de rijkste groeiplaats van deze soort op Texel. Hij besteedt ook aandacht aan Engels slijkgras (Spartina anglica), een uiterst expansieve "exoot", die de lamsoor overwoekert en ook nog eens de hoeveelheid geschikt broedgebied voor vogels vermindert.
Ook Strijbos schrijft uitgebreid over de verschijning van wat hij "groot slijkgras" (Spartina townsendii) noemt. Het was bekend dat in Engeland ermee begroeide modderbanken snel hoger werden; een goede "slikvanger" of "slibverzamelaar" dus. In 1924 kocht de Nederlandse overheid 500 levende planten van deze slijkgras-soort, in Engeland, voor fl. 48,50, om uit te proberen of het ook in Nederland kon worden gebruikt. Ze werden op enkele plaatsen in Zeeland uitgeplant, en sindsdien zijn grote oppervlakten Zeeuwse schorren ermee bedekt. De plant vestigde zich ook spontaan op De Schorren van Texel en heeft "sindsdien een groot gedeelte van dat gebied in bezit genomen." Hij somt op welke andere zoutminnende plantensoorten op de hogere delen van De Schorren te vinden zijn, en noemt behalve de eerder genoemde soorten ook zeepostelein (Honckenya peploides), zeeaster, of zulte (Aster tripolium) en twee soorten lepelblad (Cochlearia spp.).

## Vogels

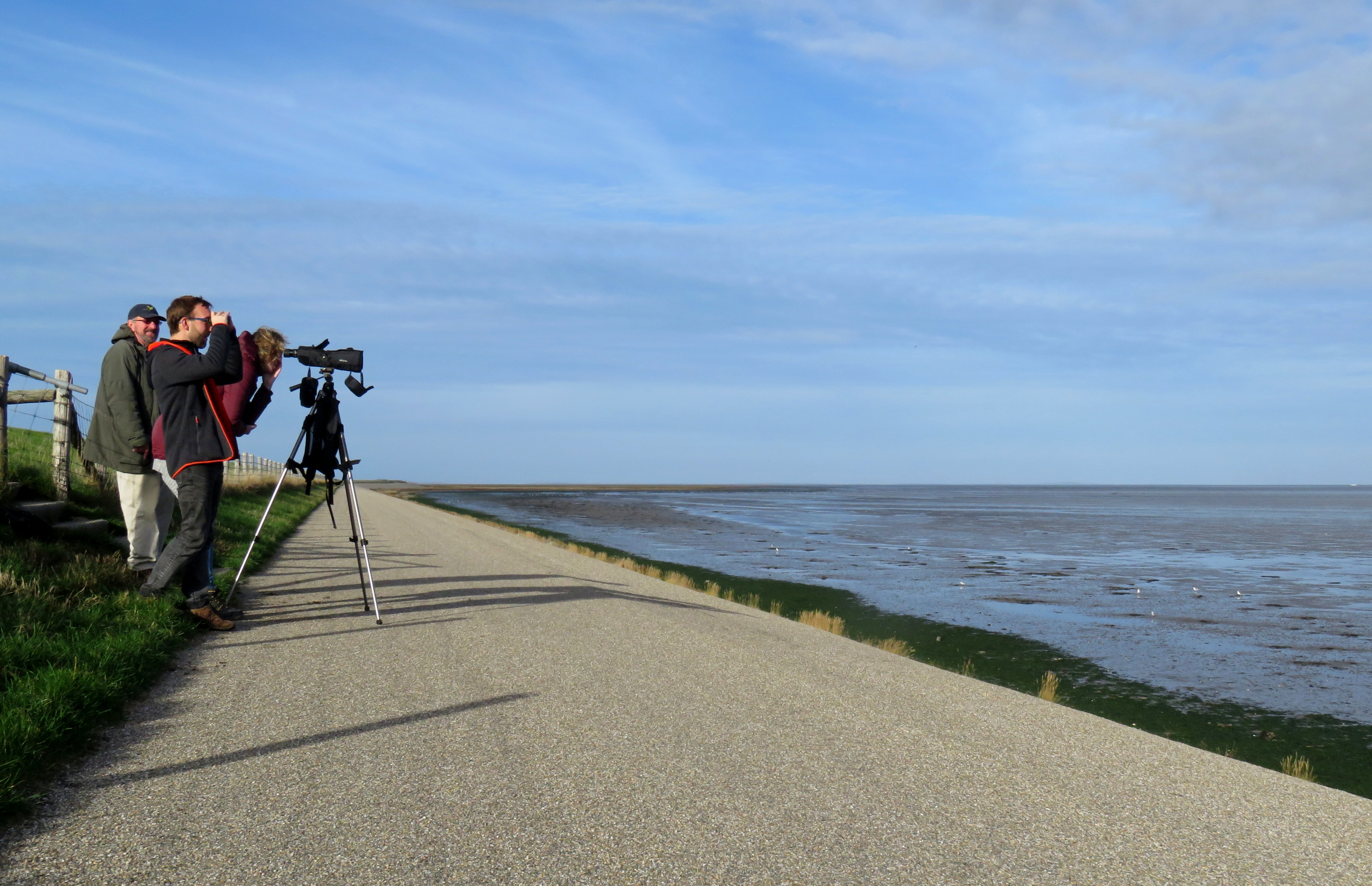
Vogels kijken vanaf de dijk

De Schorren hebben een lange reputatie als een van de meest interessante vogelgebieden van Texel.
Drijver concludeert in zijn beschrijving van het gebied: “Al met al vormt een bezoek aan de schorren een belevenis, die wij nooit zullen vergeten.” En ook Strijbos laat zich in lovende woorden uit: “Een der rijkste vogelgebieden van Texel wordt gevormd door het buitendijkse kwelderland van De Schorren achter de polder De Eendracht.” Drijver beschrijft hoe de belangstelling van vogelaars voor het gebied zelfs leidde tot een vorm van “regulering” van de bezoekersstroom.

### Broedvogels
Broedvogels van De Schorren zijn onder andere: de eidereend, de kluut, de scholekster, de tureluur, de veldleeuwerik en de graspieper.
De kokmeeuw broedde in de jaren zestig van de twintigste eeuw in aantallen van 10 tot 12.000. In de jaren vijftig werden ze nog actief bestreden door het rapen van eieren. In de jaren tachtig daalde het aantal broedvogels tot rond de 8.000.
Ook van de visdief was een grote broedkolonie op De Schorren aanwezig. De kolonie leed waarschijnlijk ernstig onder de grootschalige “sterntjesmoord” aan het begin van de twintigste eeuw, maar na 1915 ging het de visdief weer beter. De kolonie op De Schorren breidde zich in de jaren 50 uit tot meer dan 1000 paar. In 1962 broedde er nog minstens 500 paar. Daarna daalde de aantallen, onder invloed van de ernstige vergiftiging van het zeemilieu snel. Vanaf 1968 trad een herstel op. Maar de aantallen van weleer werden niet meer gehaald. In de periode 1984 tot 1988 werden jaarlijks gemiddeld 224 paar aangetroffen. In 1995 waren nog maar 11 paar aanwezig. De verklaring voor deze daling moet waarschijnlijk gezocht worden in de vestiging van de zilvermeeuw als broedvogel in het gebied.
Van de noordse stern werd in 1898 het eerste broedgeval in Nederland vastgesteld door Jacob Daalder in de aan De Schorren grenzende polder Het Noorden. Pas in 1963 werden de eerste zekere broedgevallen van de noordse stern op De Schorren vastgesteld (8 paar). Het ontbreken van eerdere gegevens kan heel goed te maken hebben met het feit dat de soort niet werd onderscheiden van de visdief. Sindsdien steeg het aantal vastgestelde broedgevallen tot een aantal van ongeveer 130 in 1984 en 1985. Daarna trad weer een forse afname op, die mogelijk verband hield met de vestiging van de zilvermeeuw als broedvogel.
Een opmerkelijke broedvogel van De Schorren is de grote stern. Deze vestigde zich in 1929 (met vier nesten). In 1933 wordt al gesproken van 300 broedgevallen. Stormvloeden tijdens de broedtijd hadden tot gevolg dat slechts enkele jongen groot werden. Voor de jaren 1941/1942 en 1956/57 worden door verschillende bronnen verschillende aantallen gegeven. Wel is duidelijk dat de aantallen vanaf 1939 toenamen, waarbij de in de periode van de Tweede Wereldoorlog een afname optrad als gevolg van de massale eierraapcampagnes door de Duitse bezetters. Daarna groeiden de aantallen, maar bleven schommelen. Vanaf 1963 was sprake van een “catastrofale achteruitgang” door gifstoffen in het zeemilieu. Dat leidde tot het geheel verdwijnen van de soort op Texel. In de jaren 70 trad enig herstel op, maar veel nesten spoelden tijdens stormvloeden weg. In 1974 werd een dijk van zandzakken van 250 meter aangelegd om de kolonie te beschermen. In 1977 broedden alweer 1300 paar op De Schorren. Daarna daalden de aantallen weer. Na 1992 werden geen broedgevallen meer vastgesteld. In 2015 broedden in het aangrenzende nieuwe natuurgebied Utopia 6000 paren.
Van de lachstern werd in 1951 een legsel met twee eieren gemeld, dat korte tijd later verdwenen was.
De strandplevier broedde aan het begin van de twintigste eeuw waarschijnlijk nog in redelijke aantallen op de kwelder van De Schorren. In de jaren 30 wordt een afname gesignaleerd, die daarna waarschijnlijk gestaag is doorgegaan. Drijver schrijft er in 1957 nog kort over. Sinds die tijd zijn er nog slechts onregelmatige broedgevallen bekend.

### Niet-broedvogels
De Schorren zijn niet alleen van belang voor broedvogels in het voorjaar en de (voor-)zomer. Het gebied is ornithologisch van belang in alle jaargetijden. Trekvogels en vogels die bij laagwater op het wad foerageren, kunnen bij hoogwater in zeer grote aantallen op hoogwatervluchtplaatsen rusten. Er kunnen in het najaar en in de winter bijvoorbeeld grote aantallen bonte strandlopers (op 23 september 1971 ongeveer 8.000 ex.), kanoetstrandlopers, rosse grutto's (9 januari 1982: meer dan 10.000 ex.), kluten, wulpen, zilverplevieren, steenlopers en bergeenden worden aangetroffen.